# Ni Zan
En aquest nom xinès, el cognom és Ni.
Ni Zan (en xinès simplificat: 倪瓒; en xinès tradicional: 倪瓚; en pinyin: Ní Zàn) fou un pintor, poeta i cal·lígraf xinès, reconegut per haver estat un dels membres dels "Quatre Mestres" de la dinastia Yuan. Va ser nascut el 1301 a Wuxi, província de Jiangsu, i mort l'any 1374. El seu estil es caracteritza per paisatges austers, l'ús de l'espai buit i tinta monocromàtica, reflectint una filosofia de simplicitat i d'indiferència influenciada pel taoisme.
El seu enfocament minimalista va deixar una profunda influència en l'art xinès, inspirant a generacions posteriors de pintors durant les dinasties Ming i Qing.

## Biografia
Ni Zan va néixer al voltant d'una família benestant i adinerada, i no va voler resignar-ne a servir els dirigents mongols. A més, això li va permetre poder viure rodejat des de la seva joventut d'obres d'alt nivell artístic. Va rebre una notable educació en literatura, poesia, cal·ligrafia i pintura des de ben petit. Aquesta formació va ser fonamental i excepcional per al desenvolupament de les seves habilitats artístiques i la seva profunda comprensió de la cultura clàssica xinesa.
El seu nom de cortesia era Yuan Zhen (元 鎮), i els seus noms artístics eren Yun Lin Zi (雲 林子), Huan Xia Sheng (幻 霞 生) i Jing Man Min (荊蠻 民).Va néixer després de la mort del Kublai Khan, el governant mongol que va derrotar la dinastia Song i va establir el domini sobre totes les zones que tradicionalment havien estat considerades la Xina. Els governants de Yuan no confiaven en molts dels erudits confucians i prefereixen nomenar mongols i musulmans a càrrecs administratius. Ni Zan podia assumir el cost d’una educació confuciana rigorosa sense haver d’accedir obligatòriament a llocs de treball governamentals ben remunerats que tradicionalment eren la recompensa a aquesta educació. Va ser un dels nombrosos estudiosos i poetes rics que van formar part d’un moviment que va alterar radicalment les concepcions tradicionals de la pintura xinesa. Les seves pintures mostraven representacions d’indrets naturals molt concrets, que reproduïen la seva visió i sentiment personal.
Durant la dècada de 1340, diverses sequeres i inundacions van provocar una fam a tota la regió de Ni Zan, que posteriorment va provocar revoltes camperoles. Aquestes revoltes van arribar al seu màxim el 1350 a causa de l’ús que el govern va fer de treballs forçats per reparar els dics del riu Groc. Al llarg de la dècada de 1340, els governants de Yuan també van imposar forts impostos als rics terratinents de la regió per tal de cobrir el cost dels desastres naturals en curs. Hi ha moltes opinions divergents sobre la reacció de Ni Zan a aquests impostos i les seves accions posteriors no són clares. No obstant això, s'ha comprovat que va distribuir totes les seves possessions als seus amics i es va traslladar a una casa flotant. Va marxar a la vigília de la revolució mil·lenarista dels turbants vermells i va viatjar pel relativament pacífic sud-est mentre diversos partits revolucionaris van trencar la seva regió d'origen. Va ser en aquest moment quan Ni Zan va desenvolupar el seu estil distintiu.

## Context històric
Ni Zan va viure durant un període xinès molt important històricament parlant, la Dinastia Yuan (1271-1368), etapa clau de la Xina, marcat pel govern de la dinastia mongola, fundada per Kublai Khan, net de Gengis Khan, el primer emperador de l'imperi mongol, l'imperi contigu més extens de la història. Aquest període va tenir un gran impacte en la societat, la cultura i les arts xineses, i va ser un temps de grans tensions polítiques, canvis econòmics i transformacions culturals.
Durant el segle XIII, els mongols, un poble nòmada de les estepes del nord, va conquerir la major part de l'Àsia. Sota el domini i el lideratge de Kublai Khan, van establir la Dinastia Yuan després de derrotar la Dinastia Song del Sud l'any 1279. En aquest moment, i per primera vegada, la Xina estava sota el control i el domini d'un govern estranger.
Els mongols van portar amb ells una estructura de govern i unes pràctiques polítiques que van ser molt diferents de les tradicionals xineses. El seu règim era vist amb recel per la població local, especialment per l'elit intel·lectual i burocràtica xinesa, que havia estat formada sota els valors confucians i les tradicions de la dinastia Song. Aquest malestar social i polític es va traduir en una resistència cultural i en una retirada cap a una vida més introspectiva per part de molts estudiosos i artistes de l'època.
L'ocupació mongola de la dinastia Yuan (1279-1368), que marca un llarg període d'humiliacions en la història de la Xina, veu, d'altra banda un sorprenent ressorgiment creatiu en el camp artístic. De fet, diversos funcionaris alfabetitzats es troben lliures de totes les preocupacions administratives i polítiques i, aïllats en un retir de protesta, tenen molt de temps per treballar conceptes que són per ells espirituals com la cal·ligrafia, la poesia i la pintura.
Durant la dinastia Yuan, la classe erudita xinesa, que havia tingut una influència important sota les dinasties anteriors, es va veure desplaçada i marginada. Els mongols van preferir col·locar en els càrrecs governamentals a persones d'origen no xinès, com a mongols o altres grups ètnics sota el seu domini, ja que desconfiaven dels buròcrates i erudits xinesos.
Aquest fet va portar a membres de l'elit xinesa, com Ni Zan, a retirar-se de la vida política i a dedicar-se a les arts, la poesia, la filosofia i la cal·ligrafia. Els intel·lectuals veien en aquestes activitats una manera d'expressar el seu descontentament amb el règim i, alhora, de mantenir la seva dignitat i autonomia cultural.

## Desenvolupament artístic
Molts artistes xinesos van buscar refugi en el desenvolupament d'un estil de vida allunyat del poder mongol, centrant-se en la introspecció i l'expressió artística. Aquest període va donar lloc a un renaixement de les arts literàries i pictòriques, en el qual es van valorar més els sentiments personals, l'espiritualitat i la comunió amb la natura que no pas el servei a l'Estat.
Ni Zan va tenir un rebuig a la pintura oficial, però no va ser tan per un sentiment nacionalista, com a la seva pertinença a una classe social la qual el seu poder econòmic es va veure membrat per la forta pressió fiscal a la que era sotmessa per la cort, la qual cosa va obligar a vendre les seves possessions, iniciant una vida errant per la regió dels llacs que no va abandonar fins l'arribada de la seva mort.

### Escola del Nord i Escola del Sud
Són dues grans tradicions de la pintura de paisatges xinesa que van sorgir durant la Dinastia Song (960-1279) i van continuar influenciant l'art xinès durant els períodes posteriors, incloses les dinasties Yuan, Ming i Qing. Aquestes escoles no es refereixen tant a una divisió geogràfica sinó més aviat a diferències en l'estil, la tècnica i la filosofia artística.

#### Escola del Nord (Xina)
L'Escola del Nord, està associada amb un estil més formal i tècnic, sovint vinculat a les influències de la dinastia Song del Nord (960-1127).
Els pintors d'aquesta escola es centraven en una representació detallada i realista de la natura, amb una gran atenció a la precisió i als detalls del paisatge, com ara les muntanyes, els arbres i l'aigua. Les seves obres solien ser molt organitzades, amb una composició clara i jeràrquica. Les muntanyes sovint eren l'element dominant en la pintura, simbolitzant la grandesa i la permanència de la natura. Utilitzaven tècniques molt estudiades i precisament controlades, que incloïen l'ús de la perspectiva i la gradació per crear una sensació de profunditat i tridimensionalitat. Tot i que les tintes monocromàtiques també s'utilitzaven, l'Escola del Nord sovint incorporava colors més vius en les seves obres, amb un ús sofisticat del color per representar la naturalesa i els elements paisatgístics.

#### Escola del Sud (Xina)
L'Escola del Sud es va desenvolupar sota la influència de la dinastia Song del Sud (1127-1279) i es va convertir en un estil més filosòfic i expressiu, vinculat a la idea de la pintura com a mitjà per transmetre emocions i pensaments personals.
Posava un gran èmfasi en l'expressió individual i la interpretació emocional del paisatge. Els artistes no es limitaven a copiar la realitat sinó que intentaven capturar l'essència i l'atmosfera del que veien. En comparació amb l'Escola del Nord, l'Escola del Sud utilitzava un traç de tinta més solt i espontani, amb menys atenció als detalls minunciosos. Les formes eren més suggerides que clarament definides, cosa que donava a les obres una sensació més abstracta i impressionista. Una de les característiques distintives d'aquesta escola era l'ús extensiu de l'espai buit o negatiu com a part essencial de la composició, creant una sensació de profunditat i aire en el paisatge. Estava profundament influenciada per les idees taoistes i budistes zen, que valoraven la simplicitat, la tranquil·litat i el desapego. Els paisatges sovint eren un reflex d'una meditació personal i un camí cap a la contemplació espiritual.
Mestres com Ni Zan, Wu Zhen, Wang Meng i Huang Gongwang són icones d'aquesta tradició, amb les seves obres més enfocades a la simplicitat, l'ús del buit i la representació espiritual del paisatge més que en detall tècnic.

## Obra

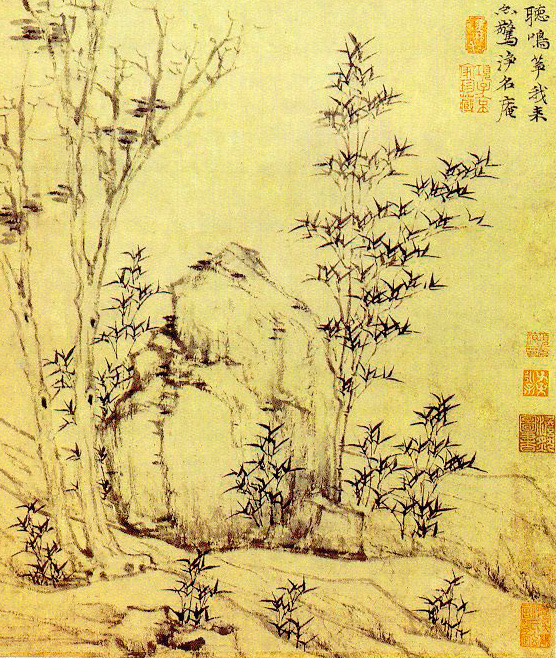
Ni Zan. Tardor, vent, bambú.

Aquest pintor paisatgista va deixar la seva empremta personal passada la quarantena. Feia servir en els seus treballs una tinta molt fosca i la textura de les seves pintures tenia un aspecte sec, calcari. Per aquest pintor cada traç era important. Tal com indicaven els erudits, les obres havien de reflectir les emocions internes de l'artista. Va ser un dels introductors de la navegació amb barca com a tema paisatgístic (ell va viure en una casa flotant). També trobem en aquest artista la representació d'un espai ampli i separat. En la seva representació de paisatges la figura humana està poques vegades present.
Ni Zan és un dels Quatre Mestres Yuan, juntament amb Huang Gongwang, Wu Zhen i Wang Meng. Entre les seves obres destaquen: L'estudi Rongxi, Arbres a la vora del riu, Vent a través dels arbres a la vora del riu, Boscos i valls de la muntanya Yu, Roc i bambú, Vent de tardor i bambú i Arbre. Artistes posteriors en van fer tantes còpies de les seves obres que costa molt esbrinar quines en són autèntiques.
Home del sud, en les seves pintures es mostra molt fidel a la terra al voltant del llac Taihu i els turons que l'envolten. Procedent d'una família benestant, Ni Zan, apassionat de la cultura i l'estètica, utilitza la seva joventut per envoltar-se de llibres peculiars, objectes antics, cal·ligrafia i pintures evolucionant així, en un univers espiritual contemplatiu apte per despertar la meditació taoista, de la que és un entusiasta seguidor amb una gran ambició de creació artística.
El toc líric que impregna la seva poesia és de gran originalitat, també amb la seva cal·ligrafia tenyida voluntàriament d'arcaisme i aquestes dues disciplines constitueixen components essencials en l'elaboració de la seva pintura. A més, il·lustra fàcilment la unitat fonamental d'aquestes tres arts mitjançant la cal·ligrafia dels seus propis poemes en les seves obres pintades. En fer-se més gran, Ni Zan s'allibera de la seva fortuna distribuint la seva riquesa entre els seus parents i passant els últims vint anys de la seva vida com a ermità errant, vagant en una casa flotant al llarg de les ribes del llac Taihu, tenint-ne prou amb un banc de fusta i un llum de bambú freqüentant els camperols i regalant-los els seus quadres.
Aquesta existència en què culmina la seva carrera el transforma, als ulls de la posteritat, en una figura llegendària, un model ideal d'ètica lletrada. El seu sobrenom, Yuanzhen, ”el molt tranquil”, i els seus noms de pinzell, Yunlinzi, “el fill dels núvols i els boscos” i Ni Yu, “Ni l’inaccessible”, són indicatius del seu temperament solitari i sensible i reflecteixen la seva recerca de la puresa.
Tota la seva creació pictòrica es basa en la mateixa investigació i compleix exactament  amb la definició del gran mestre individualista del segle XVII, Shitao, on aquest inclou l'actitud ideal d’un pintor de paisatges: "A la superfície limitada d'una pintura, ordena el Cel i la Terra, les muntanyes, els rius i la infinitat de criatures, i tot això, amb el cor desprès i com en el no res ", és a dir quelcom indiferent i ociós, lliure i desprès, simple i despullat, purificat i buit, fent servir la tinta pàl·lida (dan) específica dels gustos secrets de la creació lletrada. Per això el seu registre aparentment acotat és, en realitat, d'una originalitat absoluta, lloc d'una absència sublim on, en un buit animat, tot s'ofereix i tot sembla ocult.
La pintura de Ni Zan és construïda amb anotacions seques portades en una primera línia de tinta pàl·lida coberta per línies més fosques. El treball del pinzell, oblic i lleuger és estàtic però carregat de tensió nerviosa; les textures seques es construeixen, mentre els deixos humits defineixen els límits i vigoritzen les àrees delineades. Rebutjant gairebé de forma sistemàtica la presència dels colors organitza invariablement la seva composició en tres etapes: el primer pla pedregós d’un marge vorejat d’uns arbres esquàlids, l’immens buit d’una vasta extensió d’aigua, l’horitzó llunyà dels turons de la terra, escorxat tremolós que sovint revela la malenconia de la tardor i l’hivern, on tota presència humana és misteriosament desterrada, on cada element manifesta una autonomia arrogant separada del món vulgar per una pantalla translúcida de silenci i buit.
Per tant, no hem de confondre la seva aparent indecisió quan escriu: "La meva pintura no és més que unes pinzellades llançades a l'atzar, sense preocupar-me per la semblança, pel meu entreteniment", amb absoluta certesa espiritual i rigor tècnic del que està impresa la seva obra. Ni Zan té innombrables imitadors però la separació arbitrària d'aquests sovint cau en la pobresa i, com diu Shitao, "Els pintors d'èpoques posteriors només se cenyien a aspectes com la sequera, la solitud o parts més banals, de manera que les seves còpies no arribaven a l'esperit".

Els crítics xinesos no es deixen enganyar, a més a més, un coneixedor del període Ming pot escriure que és fàcil copiar els mestres Song, però que és difícil copiar els mestres Yuan; que és possible copiar els mestres Yuan, però que és impossible copiar Ni Zan.

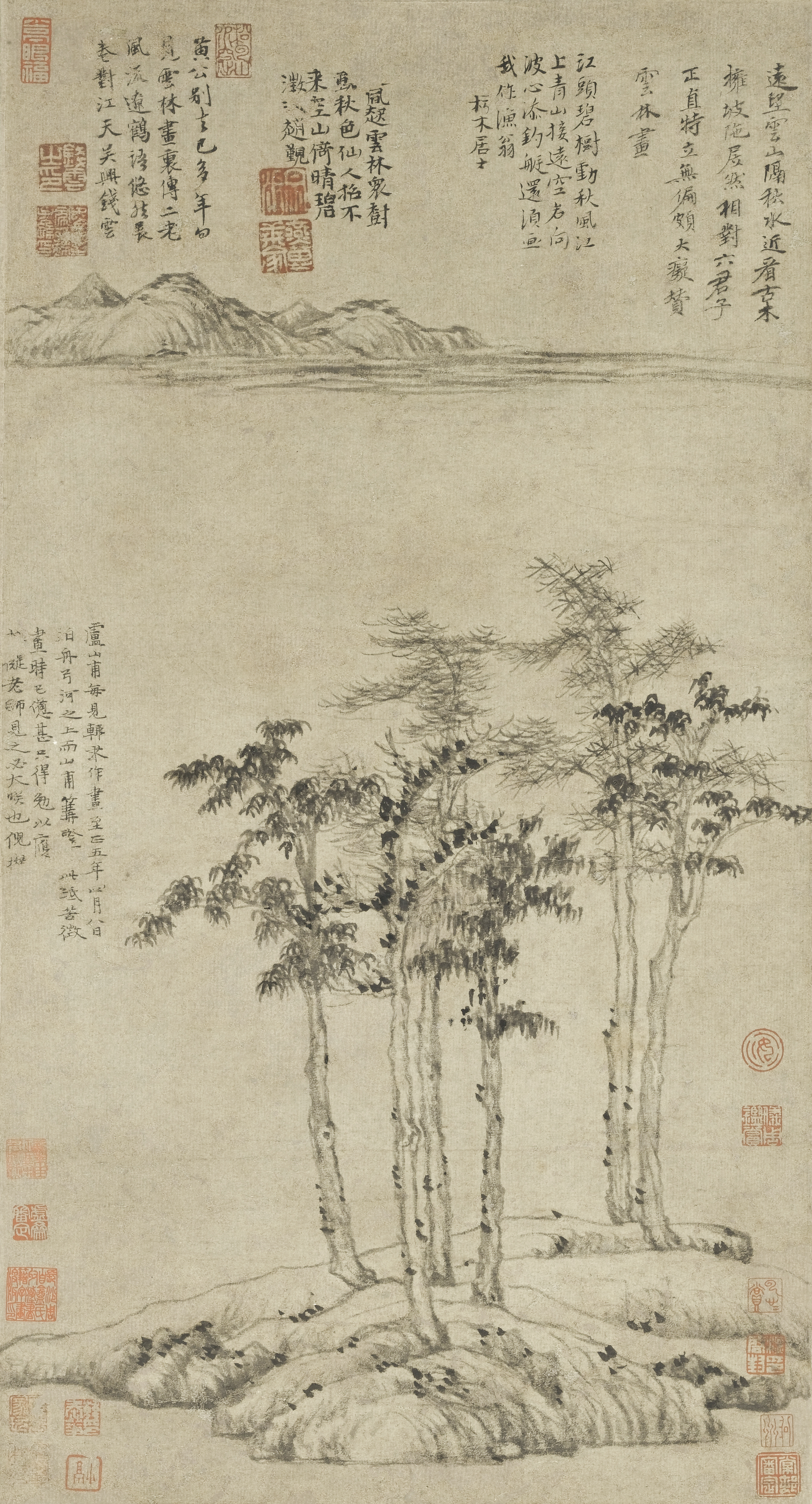
Ni Zan, Six Gentlemen, 1345
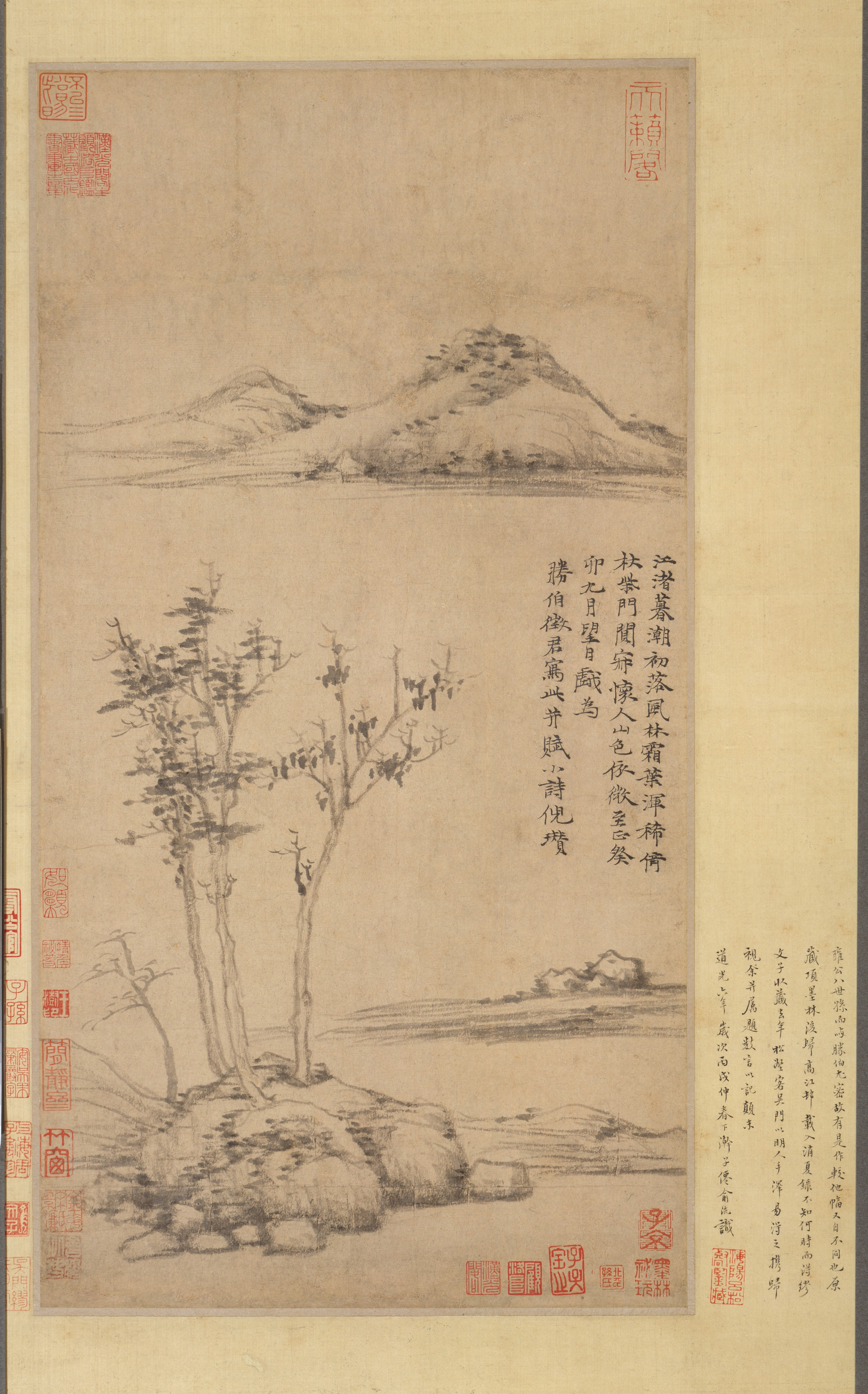
Ni Zan, Wind among the Trees on the Riverbank
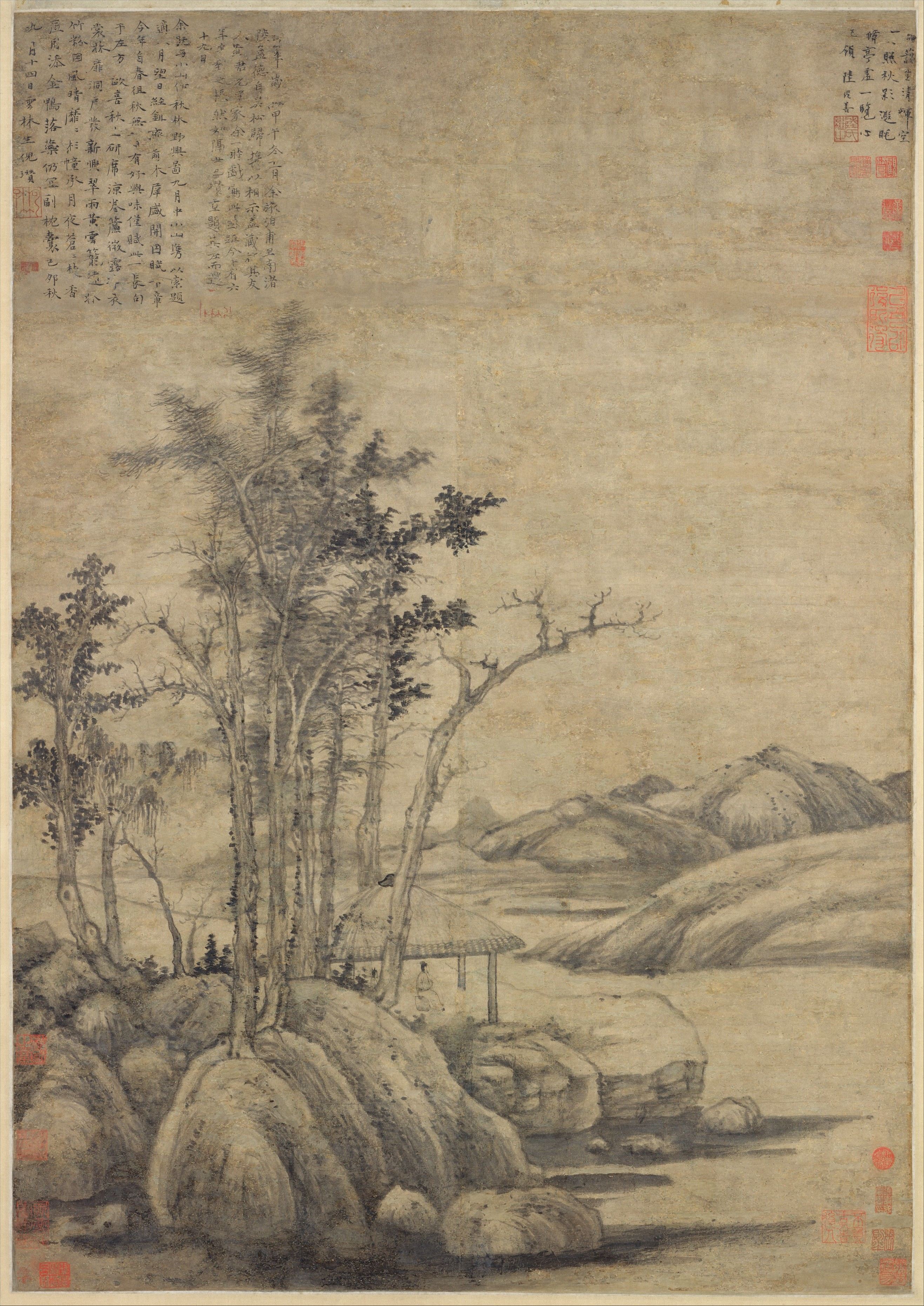
Ni Zan, Enjoying the Wilderness in an Autumn Grove
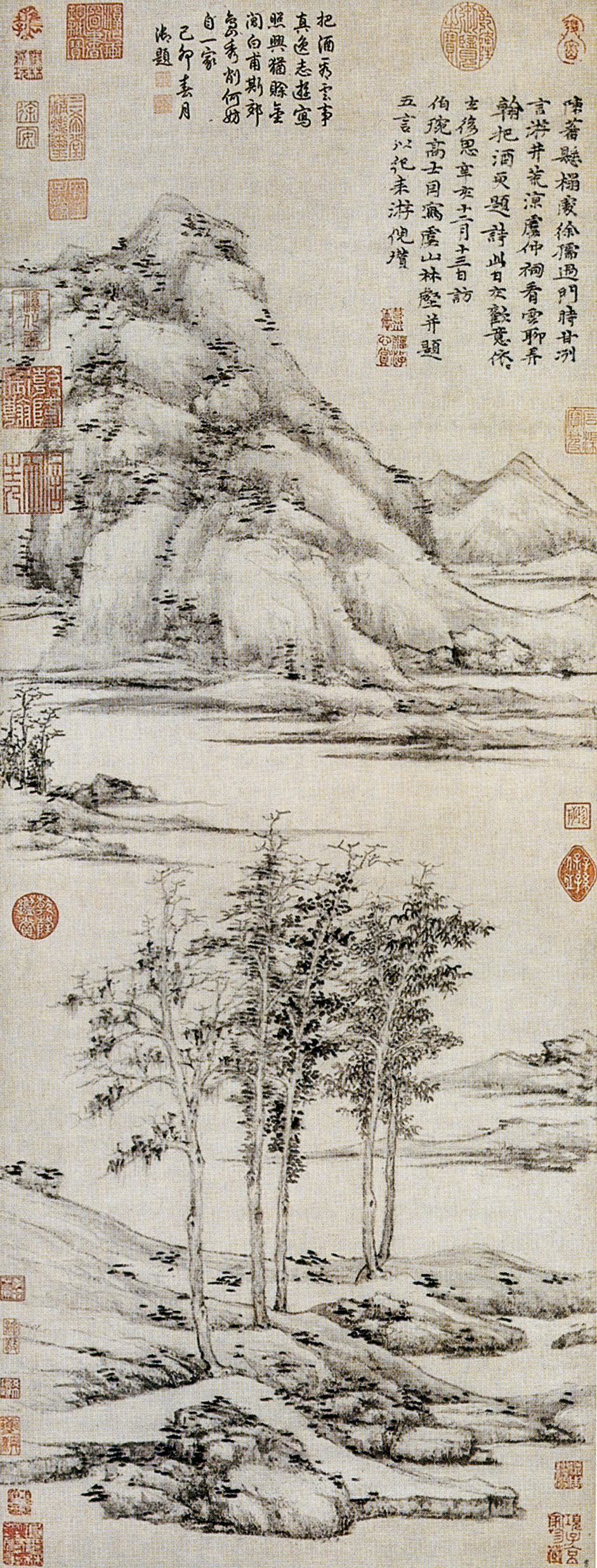
Ni Zan, Trees in a River Valley in Yü shan
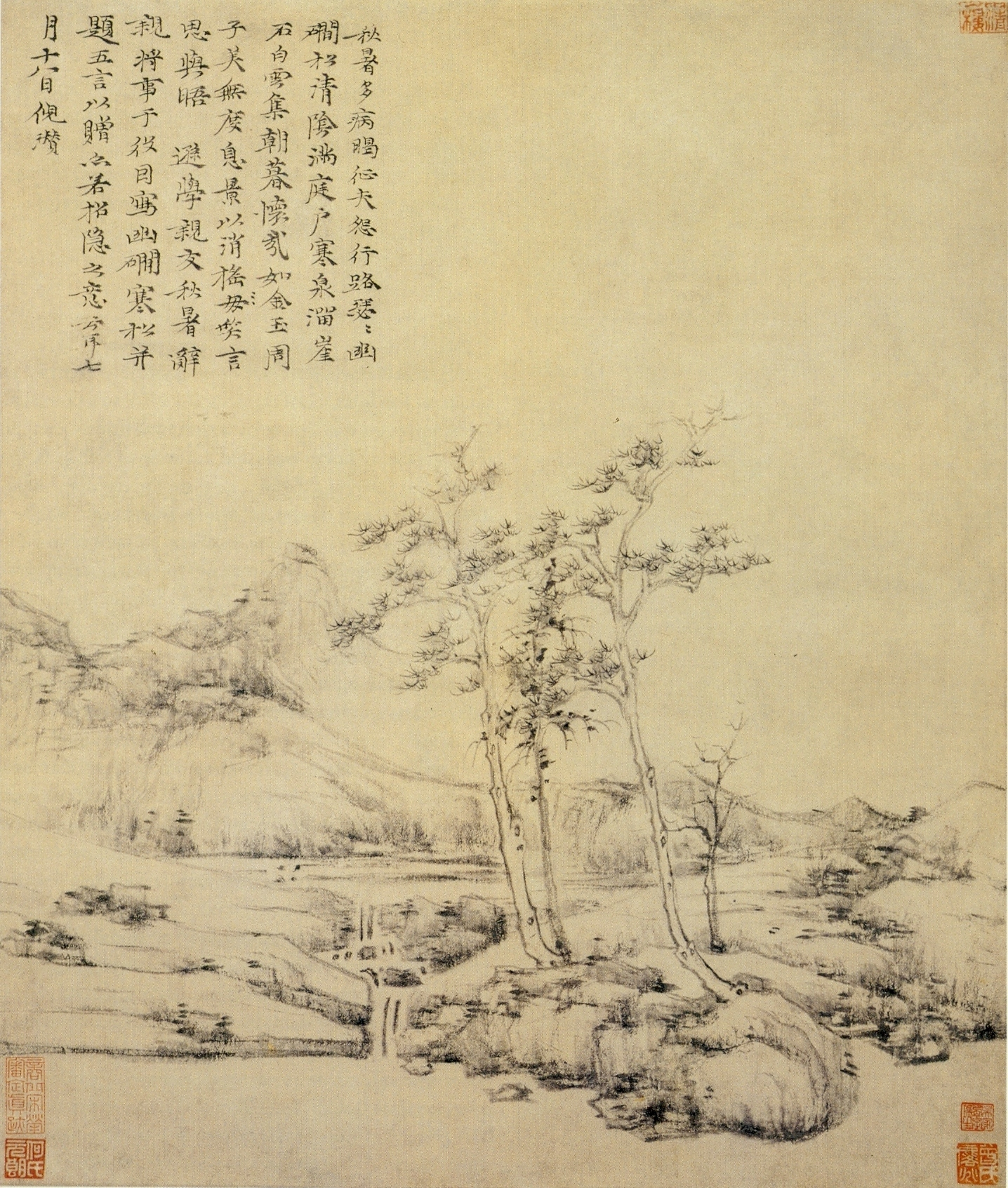
Ni Zan, The Distant Cold Flow Pine
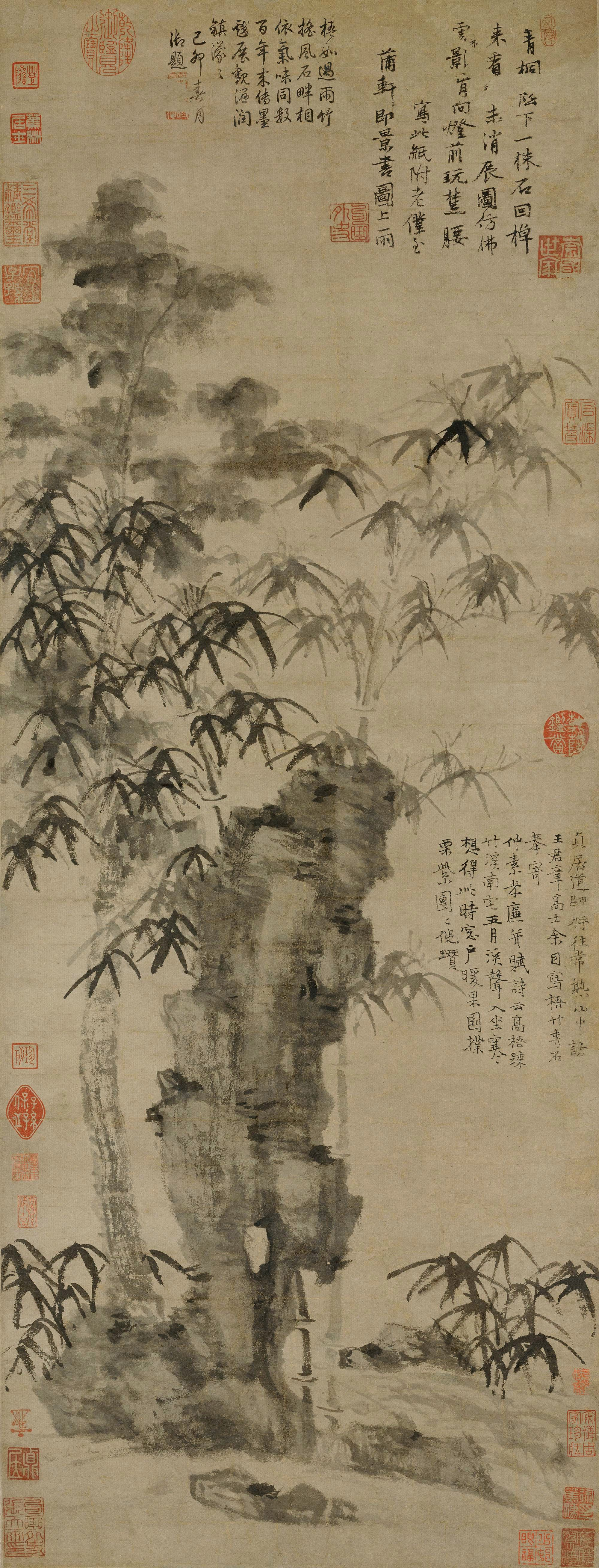
Ni Zan, Bamboo, and Elegant Stone
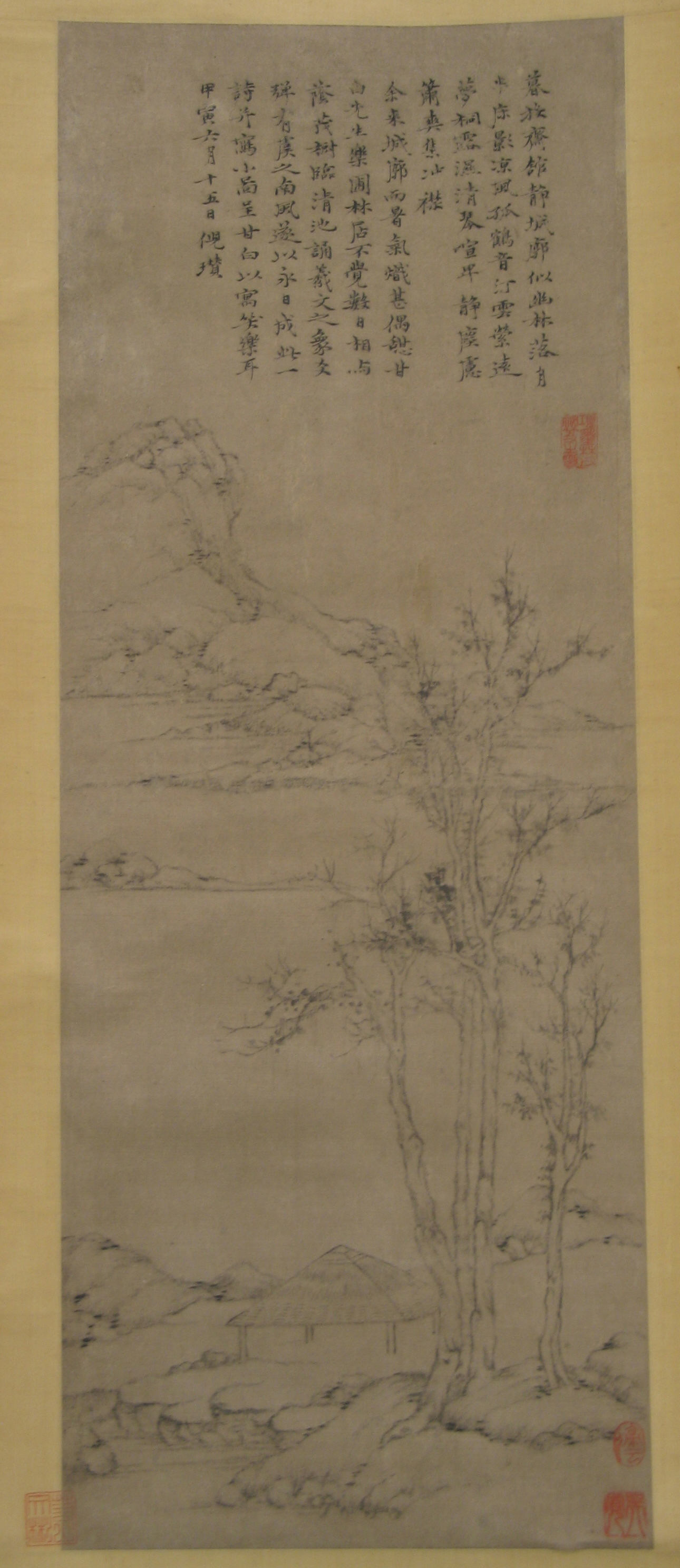
Ni Zan, Hanging scroll
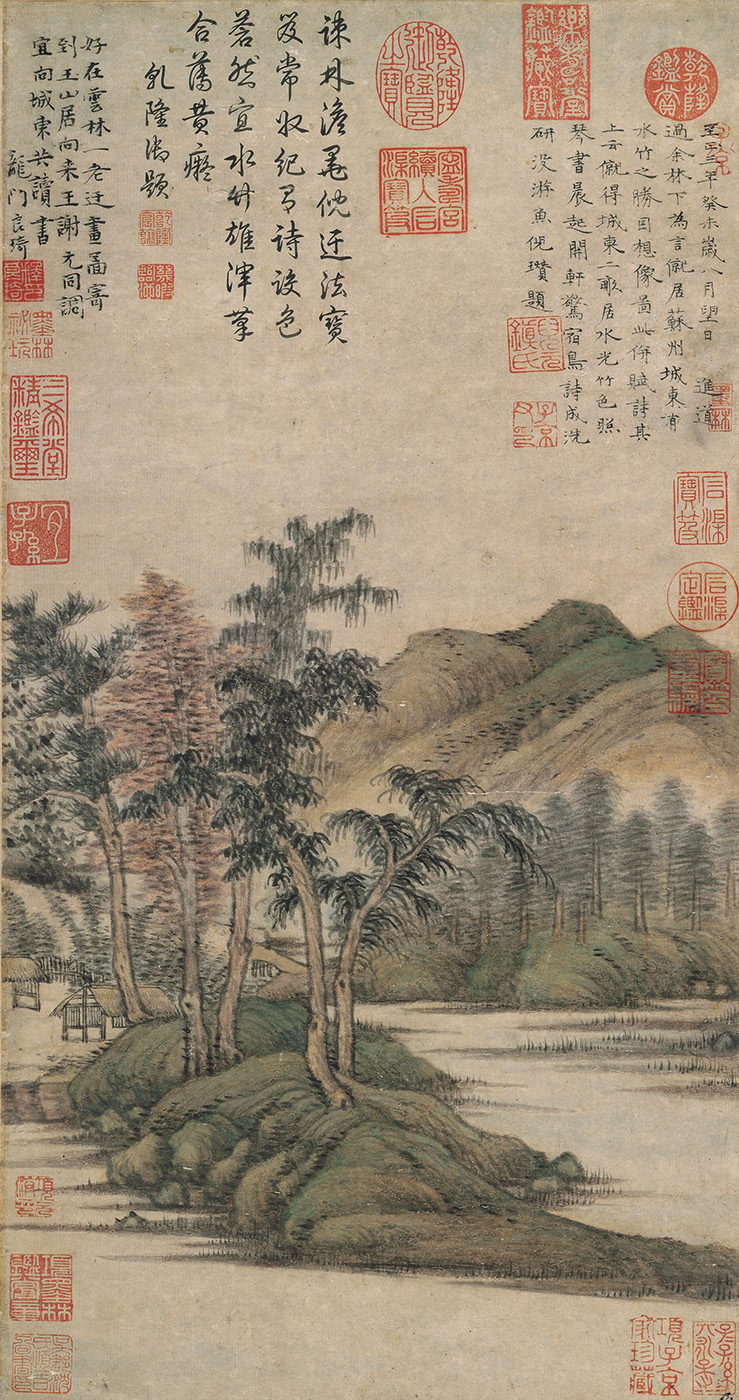
Ni Zan, Water and Bamboo Dwelling
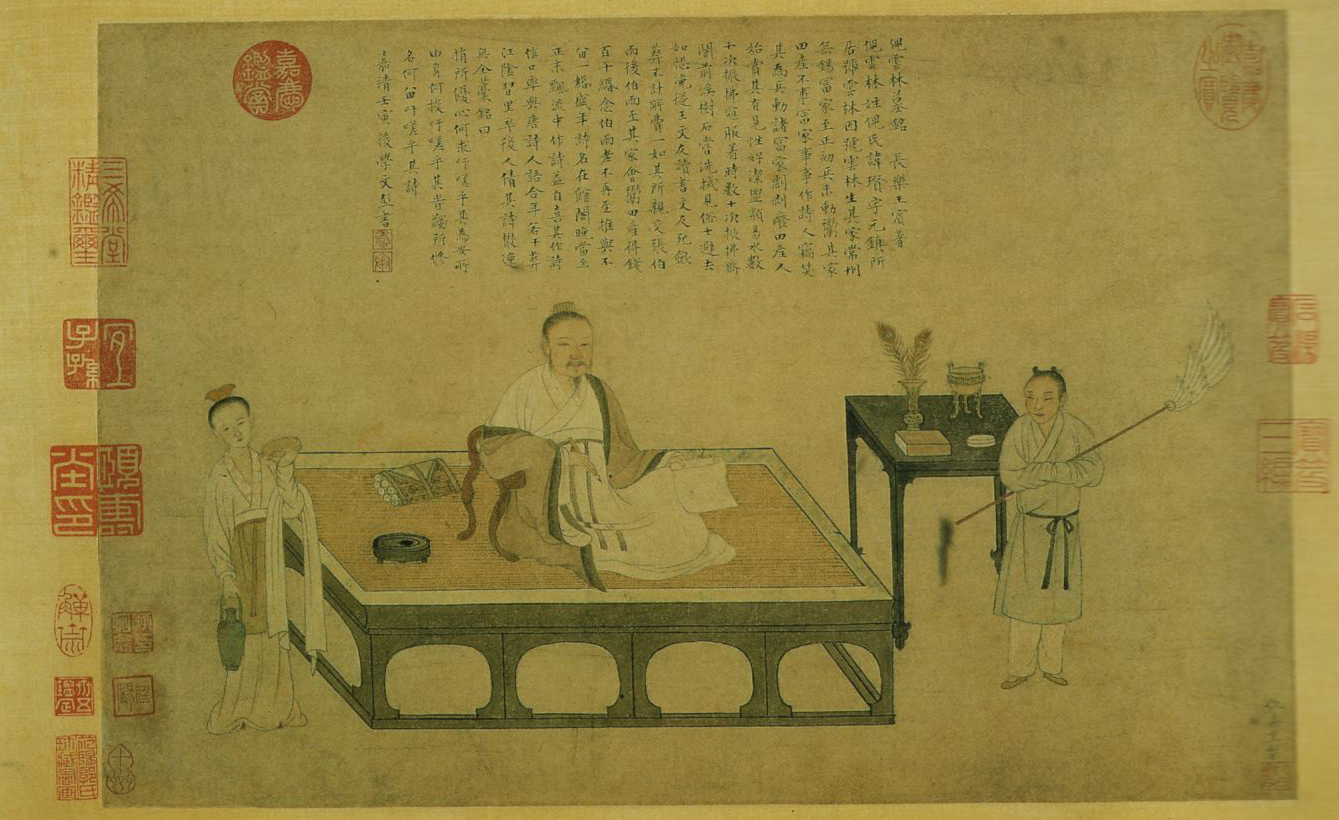
Ni Zan, Portrait of Qiu Ying

### Quatre Grans Mestres de la dinastia Yuan
Entre els pintors de la dinastia Yuan, la historiografia artística va agrupar sota aquesta denominació a un grup d'artistes desvinculats voluntàriament dels cercles oficials, i que adoptaren el títol yimin o gent oblidada. Com a característiques comunes cal citar la seva oposició a govern, les innovacions en la composició del paisatge, i la referència a obres del passat, seguint els principis iniciats per La seva Shih (1036-1101) i La meva Fu (1051-11074) en la pintura wenrenhua. Les seves obres van exercir gran influència en la pintura de la dinastia Ming i en la pintura japonesa. Els quatre pintors van ser: Wu Zhen (1280-1354), Huang Gongwang (1259-1354), Ni Zan (1301-1374) i Wang Meng (c.1309-1385).

#### Wu Zhen(1280-1354)
Va ser una figura clau en la transició cap a una pintura de paisatges que no només representava la natura, sinó que també reflectia l'estat d'ànim i els pensaments del pintor. Ell va portar la idea que la pintura havia de ser una forma d'expressió personal, un mitjà per comunicar el món interior de l'artista, més que simplement una reproducció precisa del que es veia.
El gran desenvolupament de l'ús de la tinta monocromàtica, era un estil que posava èmfasi en el contrast entre la llum i l'ombra, així com en la utilització de diferents intensitats de tinta per crear textura i profunditat en els paisatges. Ni Zan també va treballar amb aquesta paleta, ja que volia aconseguir representar una manera més restringida l'essència dels paisatges.
La majoria de les seves pintures transmeten una sensació de solitud, calma i contemplació, sovint mostrant figures solitàries en paisatges amplis i tranquils. Aquest tema va influir en altres pintors de l'època com en Ni Zan, famós també per les representacions de paisatges desolats i buits.

Wu Zhen, Sentiment poètic en un pavelló amb sostre de palla

Es basava en la pintura dels erudits (wenrenhua), va exemplificar l'ideal d'aquest tipus de pintura, que es centrava més en la integritat moral, la reflexió intel·lectual i la independència espiritual que en la destresa tècnica o l'academicisme.

#### Huang Gongwang(1259-1354)
És conegut per la seva habilitat per pintar paisatges monumentals amb un ús subtil però magistral de la tinta. En lloc de crear detalls minuciosos, se centrava en la fluïdesa de les formes, amb línies suaus i una distribució equilibrada dels elements. Va influenciar profundament a pintors com Wang Meng i Wu Zhen.
Utilitzava una composició molt ben estructurada, sovint deixava espai per a una certa espontaneïtat en el traç de la tinta i les pinzallades. Aquesta combinació de control i llibertat va ser una influència fonamental per a pintors com Ni Zan, qui també buscava un equilibri entre la simplicitat estructural i una expressió personal i lírica en les seves obres.
Era un estudiós i gran coneixedor de les tradicions artístiques anteriors, especialment dels mestres de la dinastia Song. Va reviure i reinterpretar tècniques clàssiques, com les línies de contorn i les rentades amb tinta, integrant-les en el seu propi estil. Aquesta revaloració de les tècniques tradicionals va influir en els altres mestres Yuan, que també es van inspirar en les obres de pintors del passat, però adaptant-les a una expressió més personal i innovadora.

Huang Gongwang, Clar després d'una neu sobtada

Veia la pintura no només com una tècnica o una destresa, sinó com un acte de meditació i una forma de comunió amb la natura. Aquesta idea d'utilitzar l'art per reflectir el paisatge interior i la naturalesa emocional de l'artista va tenir un impacte profund en Wu Zhen i Ni Zan, qui també es van allunyar del detallisme extern per explorar els seus estats interns a través de les seves composicions artístiques.

#### Wang Meng(c. 1309-1385)
Va introduir una complexitat sense precedents en les seves composicions de paisatge, amb muntanyes intricades, vegetació abundant i una estructura molt detallada. Aquest estil dens i amb múltiples capes contrasta amb els enfocaments més minimalistes de mestres com Ni Zan.

Weng Meng, Escrivint llibres sota pins

És caracteritzat pel seu ús intens i dramàtic de la tinta, amb pinzellades curtes, concises i energètiques que donaven una sensació de moviment a les seves obres. Aquesta tècnica contrastava amb el traç més suau i fluid de pintors com Huang Gongwang, però va influir en la manera com els altres mestres de la dinastia Yuan consideraven la dinàmica i l'energia dins d'una pintura. Les pinzellades enèrgigues de Wang Meng es van convertir en una influència per als artistes que volien capturar la força i la vitalitat de la natura.
Compartia amb els altres mestres Yuan que la pintura era una expressió de l'ànima i del pensamen erudit. Tanmateix, la seva manera de veure la natura era més dinàmica i interconnectada. Els seus paisatges sovint semblaven estar en un estat constant de canvi i transformació, una visió influenciada per la seva comprensió del taoisme i la idea de flux natural.

### Sis principis de la pintura
Li Yutang al seu llibre Teoria de l’art xinès, Buenos Aires, 1968, defineix així els sis principis de la pintura: 
- Creació de tonalitat i atmosfera similar a la vida (Qiyung shendong) concebut per entendre la pintura como una expressió d’una idea.
- El treball del pinzell és el responsable de construir l'estructura (Gufa yongbi).
- Representació de la forma dels objectes tal com son (Yingwu xiangxing).
- Aconseguir el color apropiat mitjançant els matisos que ens proporciona la mateixa tinta (Suilei fucai).
- Composició (Jingying weiji).
- Transcripció i còpia (Chuanyi moxie).

Jing Hao (c.870-c.925), en el seu tractat sobre la pintura Una conversa sobre el mètode (Bifaji) parla dels principis essencials de la pintura basant-se en els proposats per Xie He (c.490 d.C) en el seu llibre Critica de la pintura, que quedarien contemplats de la manera següent: 
- Lliure moviment que guia el pinzell (qi).
- Ritme o principi musical amb el que s’ha d’expressar l’harmonia entre la forma i les idees (yun).
- Proporció i estructura (si).
- Captar l'escena mitjançant els diferents canvis de la natura (jing).
- Habilitat amb el pinzell (bi).
- Habilitat amb la tinta (mo).

### Pinzellada
La pinzellada és concebuda com una tècnica i categoria estètica de la pintura i cal·ligrafia xinesa. La cal·ligrafia té una importància cabdal en el traç que adopta caràcter polisèmic, ja sigui pintant un paisatge o bé per escriure una poesia. Hi ha dos tipus de pinzellades que impliquen de manera particular el buit intern: el ganbi “pinzell sec”, equilibri entre la presència i l’absència i la substància i l'esperit, tot amb discreta harmonia i impregnada al buit. El gran mestre del ganbi és Ni Zan, de la dinastia Yuan, molt apreciat pel seu saber difícil d'explicar. L’altre seria el feibai “blanc volador”, on els pèls del pinzell no són concèntrics sinó que estan separats de tal manera que la traçada ràpida de la pinzellada deixa espais en blanc: unió de poder i lleugeresa. El cun seria la línia arrissada o modelada, que agafa més forma. Mitjançant la pinzellada s'escriu, es pinta, és una manera de mostrar el cor.

## Característiques de la pintura de Ni Zan
La fama d'aquest pintor sorgeix per les seves composicions simplificades i gairebé buides. A diferència d'altres pintors que omplien les seves obres amb detalls intricats i paisatges densos, Ni Zan preferia mantenir una composició neta i despullada, sovint reduint els elements del paisatge a la seva forma més essencial. Els seus quadres solen tenir àmplies àrees de buit, un espai que simbolitza el silenci i la calma interior, i que també convida l'espectador a la contemplació.
Una de les característiques més distintives de les seves pintures és l'ús del "espai negatiu" o buit. Aquest espai no era només una absència de formes, sinó una part integral de la seva composició que creava un sentit de tranquil·litat i equilibri. El buit en les seves obres permetia que l'espectador experimentés una sensació de vastedat i de serenor, evocant un paisatge mental més que una representació física del món natural.
Utilitzava una paleta monocromàtica, basada gairebé exclusivament en diferents tonalitats de tinta negra. Això li permetia centrar-se en els valors del contrast i la textura més que en els colors, fent que l'enfocament se centrés en la forma i l'espai. Les seves pinzellades eren precises, meticuloses i controlades, creant efectes subtils de llum i ombra amb variacions molt lleugeres de la intensitat de la tinta.
Les pintures de Ni Zan solen mostrar paisatges amb una estructura molt específica: una petita illa o banc de terra en primer pla, sovint amb alguns arbres o vegetació dispersa, i una cadena muntanyosa llunyana al fons. Aquest tipus de composició asimètrica creava una sensació de profunditat i de perspectiva sense necessitat d'incloure molts elements. Aquesta estructura també permetia mantenir un equilibri perfecte entre el ple i el buit.
Les seves obres sovint transmeten una sensació de solitud, pau i reflexió. Aquesta qualitat introspectiva estava fortament lligada al seu estil de vida com a erudit retirat i al seu desig d'allunyar-se dels problemes polítics i socials de la seva època. Les seves pintures no buscaven capturar el realisme del món natural, sinó més aviat expressar el seu estat emocional i la seva perspectiva espiritual.